# 芝田貴臣
芝田 貴臣（しばた たかのり、1980年8月12日 - ）は、長崎県出身のサッカー指導者。

## 来歴
はり師、きゅう師の資格を持っている。明治大学体育会サッカー部のトレーナー時代には長友佑都らを体幹トレーニングで鍛えた。
2007年からはサガン鳥栖のフィジカルコーチを務め、2010年岸野靖之と共に横浜FCへ移った。
2015年、カターレ富山フィジカルコーチに就任。シーズン終了後に契約満了をもって退団。
2016年、松本山雅FCアカデミーフィジカルコーチに就任。

## 学歴
- 1996年 - 1999年 長崎日本大学高等学校
- 東洋鍼灸専門学校

## 指導歴
- 2004年 - 2006年  明治大学体育会サッカー部 トレーナー
- 2007年 - 2009年  サガン鳥栖 フィジカルコーチ
- 2010年 - 2014年  横浜FC フィジカルコーチ
- 2015年  カターレ富山 フィジカルコーチ
- 2016年 - 2018年  松本山雅FCユース フィジカルコーチ
- 2018年 - 2021年  松本大学サッカー部 フィジカルコーチ
- 2019年 - 2021年  松本山雅FCユース コーディネーター兼フィジカルコーチ
- 2022年  松本山雅FC フィジカルコーチ
- 2023年  松本山雅FC 育成部スタッフ
- 2024年  ホーチミン・シティFC フィジカルコーチ
- 2024年7月  U-17日本代表 フィジカルコーチ
- 2025年 -  清水エスパルス アカデミーフィジカルコーチ